# Waimea (Hawaï)
Waimea is een plaats (census-designated place) in de Amerikaanse staat Hawaï, en valt bestuurlijk gezien onder Hawaï County. De plaats is ook bekend als Kamuela omdat er gelijknamige plaatsen op Oahu en Kauai zijn.

## Demografie
Bij de volkstelling in 2000 werd het aantal inwoners vastgesteld op 7028.

## Geografie
Volgens het United States Census Bureau beslaat de plaats een oppervlakte van
100,5 km², waarvan 100,4 km² land en 0,1 km² water.

## Plaatsen in de nabije omgeving
De onderstaande figuur toont nabijgelegen plaatsen in een straal van 32 km rond Waimea.